# Марджори Боуэн
Марджори Боуэн (англ. Marjorie Bowen; настоящее имя Габриэль Маргарет Кэмпбелл (англ. Mrs Gabrielle Margaret V[ere] Long née Campbell); 1 ноября 1885, Hayling island, Хэмпшир — 23 декабря 1952, Лондон) — британская писательница, автор исторических и готических романов, а также произведений в стиле «хоррор».

Её литературное наследие составляет более, чем 150 произведений, большая часть которых была опубликована под псевдонимом Марджори Боуэн. Также она писала свои работы, пользуясь псевдонимом Джозеф Ширинг (англ. Joseph Shearing) и ещё несколькими псевдонимами, а часть книг опубликовала под своим настоящим именем.
Под псевдонимом Джозеф Ширинг она написала несколько зловещих готических романов, пронизанных атмосферой мистики и страха. Несколько её книг были экранизированы.
Отец, страдавший алкоголизмом, оставил семью, когда Марджори была ещё в юном возрасте, и, в конечном итоге, был найден мертвым на лондонской улице. После этого активная литературная деятельность Марджори стала основным источником доходов для её семьи. Марджори была замужем дважды:
первый раз в 1912 году она вышла замуж за жителя Сицилии
Эмилио Констанца Зефферино, но этот брак оказался несчастливым. В 1916 году Зефферино умер от туберкулёза. После этого Марджори выходит замуж во второй раз за Артура Л. Лонга.
Литературный дебют Марджори Боуэн состоялся в 1906 году (книга «Миланская гадюка» (англ. The Viper of Milan)). После этого всю жизнь, до самой смерти, она не прекращала заниматься активным литературным творчеством.

## Экранизации
Роман Госпожа Нелл Гвинн (англ. Mistress Nell Gwynne)
, написанный под псевдонимом Джозеф Ширинг и опубликованный 1926 году, был экранизирован режиссёром Гербертом Вилкоксом в этом же году. (фильм Nell Gwyn).
В фильме снимались Дороти Гиш и Рэндли Ортон.